# Wedemark
Wedemark es un municipio situado en el distrito de Hannover, en el estado federado de Baja Sajonia (Alemania), a una altitud de 48 metros. Su población a finales de 2016 era de unos 30 000 habitantes y su densidad poblacional, 170 hab/km².
Se encuentra ubicado en el centro del estado, a poca distancia al este de la frontera con el estado de Renania del Norte-Westfalia.